# Georgskirche (Staro Nagoričane)
Die Georgskirche liegt im sich in der Region Kumanovo befindenden Dorf Staro Nagoričane im Norden Nordmazedoniens. Es handelt sich bei ihr um ein Bauwerk der Paläologischen Kunstperiode aus dem 14. Jahrhundert und eines der wichtigsten Hinterlassenschaften der serbischen Nemanjić-Dynastie. Sie weist einen der größten Freskenzyklen des Landes auf. Hier wurde 1330 nach der Schlacht bei Welbaschd der bulgarische Zar Michael Schischman Assen beigesetzt.

## Stifter
Eine Inschrift über der westlichen Eingangstür schreibt die Kirche dem serbischen König Stefan Uroš II. Milutin (1253–1321) zu. Dies wird vom Erzbischof und Biographen Danilo II. bestätigt, der die populärsten kirchlichen Um- und Neubauten des Herrschers auflistet. Das Stifterbild an der Nordwand des Monuments zeigt letzteren vor Georg, dem Schutzpatron der Kirche. Die Ikonographie wird hierbei durch den symbolischen Austausch von Geschenken beherrscht. Milutin reicht dem Heiligen ein Modell der Kirche, während Georg ihm ein Schwert als Anerkennung seiner militärischen Leistungen aushändigt, die in der Stifterinschrift genannt werden und sich auf den Sieg über die Türken beziehen, damit liefern diese Inschriften einen Verweis auf die Erbauung der Kirche 1312/13.

## Architektur
Bei dem Bauwerk handelt es sich um eine Kreuzkuppelkirche mit einem Narthex und einem durch eine steinerne Ikonostase abgetrennten Altarbereich, der im Norden von einer Prothesis und im Süden von einem Diakonikon flankiert wird. Durch vier Tonnengewölbe wird ein Kreuz geformt, wobei der nördliche und südliche Arm des Kreuzes im Verhältnis zu den anderen Armen kürzer ausfallen. Über dem Naos erhebt sich ein oktogonaler Tambour mit zum Kuppelabschluss überleitenden Pendentifs, die Ecken der Kirche weisen vier kleinere Kuppeln auf, allerdings wird letzteren nur eine dekorative, keine funktionale Bedeutung zugeschrieben. Vom Narthex im Westen sind heute nur noch Mauerreste vorhanden. Dieser wurde später hinzugefügt, da die Kirche vermutlich zu einem Kloster gehört hat und eben genanntes Bauelement wegen Platzmangel benötigt worden sein könnte. Es wurde durch architektonische Abschnürung jedoch bereits ein innerer Narthex geschaffen, welcher zwei Säulen mit niedrigeren Bögen als im Rest des Baus aufweist und sich auch durch ein gesondertes Bildprogramm von diesem abhebt.
Eine Besonderheit der Kirche liegt im sich wechselnden Baudesign der Fassade ab einer Höhe von 5 m. Der untere Teil besteht aus großen Sandsteinblöcken, während für den oberen Teil sich abwechselnde und versetzt zueinander angeordnete Reihen aus Steinen und Ziegeln, zusammengehalten von Mörtel, genutzt worden sind. Die Ziegelelemente wurden zudem verwendet, um Nischen und Fenster zu rahmen und hervorzuheben. Weiterhin zeigt sich ein Unterschied im Aufbau der Fenster. Jene in der unteren Zone sind von einem Bogen überfangen, während die der oberen mit einem Sturz abschließen. Auch die Apsis ist zunächst außen halbrund geformt, verändert sich nach oben hin jedoch zu einer fünfseitigen Ausformung mit unechten Fenstern. Hieran wird deutlich, dass die Kirche aus zwei verschiedenen Phasen stammt und Milutin die bereits existierenden Reste eines Vorgängerbaus für seine Stiftung genutzt hat. Die älteren Mauerstrukturen stammen aus dem 11. Jh. und werden einer Legende nach Kaiser Roman IV Diogenes (reg. 1068–1071) zugeschrieben. Es lässt sich nicht genau bestimmen, um was für einen Bau es sich hierbei gehandelt hat. Er könnte dreischiffig gewesen sein, jedoch waren vom 10.–12. Jh. ebenfalls Kirchen mit nur einem Raum und einer Mittelkuppel beliebt.
In der südwestlichen Ecke des Gotteshauses haben sich Reste einer Treppe erhalten, die zu einer Kanzel geführt haben könnten. Unter Milutin wurde der Eingang mit Ziegeln zugesetzt und mit Fresken übermalt. Weiterhin existieren an der Nord- und Südfassade Spuren von Pilastern, die abrupt auf einer Höhe von 4,10 m enden. In einer Entfernung von 3,90 m wurde an der Südseite gegenüber vom dritten Pilasterrest das Fragment eines Pfeilers entdeckt, weshalb für die Nord- und Südseite der Kirche Portiken rekonstruiert werden. Diese scheinen unter Milutin beibehalten worden zu sein, da sie auf dem Kirchenmodell, das der Herrscher Georg überreicht, dargestellt worden sind.

## Fresken
Eine zweite Stifterinschrift im südlichen Teil der Westwand des inneren Narthex nennt 1317/18 während der Regierungszeit des Bischofs Benjamin von Nagorichino als Fertigstellung der Fresken. Diese könnten allerdings schon ein Jahr früher begonnen worden sein, da die Kirche relativ groß ist. Bei den Erschaffern der Malereien handelt es sich um Michael Astrapas and Eutychios, die für drei Jahrzehnte das produktivste Studio der byzantinischen Kunst während der palaiologischen Zeit betrieben haben. Die Fresken von Staro Nagoričane werden als Höhepunkt ihrer Arbeit angesehen. Zwei Widmungen von Michael Astrapas finden sich in der Kirche – eine auf dem Schild eines Kriegerheiligen an der Nordwand des Naos und die andere auf der Kleidung eines Heiligen am südwestlichen Pfeiler.
Die Szenen sind in bis zu sieben übereinander liegenden horizontalen Streifen angeordnet und reichen bis unter das 9 m hohe Tonnengewölbe, wobei dieser Aufbau nur für den Naos und einen Teil des Bemas gilt. In der untersten Zone sind geometrische Muster vertreten. Was den zweiten Streifen mit heiligen Figuren (Krieger, Märtyrer, Mönche, Apostel, regionale Asketen) wie zum Beispiel Pachomios, Kosmas von Jerusalem oder Johannes von Damaskus angeht, so ist lediglich dieser auch im inneren Narthex zu finden. In der Zone darüber wird die Legende des Heiligen Georg dargestellt mit besonderem Fokus auf die von ihm ertragene Folter während seines Martyriums, aber auch die berühmte Szene mit der Bezwingung des Drachen und der Rettung der Prinzessin ist abgebildet. Der vierte Streifen zeigt die Passion Christi, der darüber sein Erscheinen nach der Wiederauferstehung, gefolgt von seinen Wundertaten. Den Abschluss bildet der Zyklus der zwölf Kirchenfeste wie die Geburt, die Taufe, der Einzug in Jerusalem usw. Die Apsis gliedert sich in sechs Streifen: geometrisches Muster, die amtierenden Kirchenväter, Bischofsbüsten, die Apostelkommunion, Bischofsbüsten und die thronende Maria mit dem Christuskind, flankiert von den Engeln Michael und Gabriel. Die Wände der Prothesis sind gespickt von apokryphen Szenen aus dem Leben Mariens, die des Diakonikons von Abbildungen des Heiligen Nikolaus. Den inneren Narthex ziert das Menologion, ein Verzeichnis der Gedenktage von Heiligen und kirchlichen Feiertagen. Über der westlichen Tür findet sich eine größere Abbildung der Koimesis.
Der Stil der Fresken folgt der im 13. Jh. aufkommenden palaiologischen Renaissance, was die Wiederbelebung antiker Formen mit ikonographischen Neuerungen beschreibt. Diese zeichnet sich durch die Vergrößerung des Farbspektrums mit wärmeren Tönen wie Rot sowie das Setzen von weißen Akzenten aus, um die Dimensionalität der Textilien zu erhöhen. Weiterhin erfolgt ein Anstieg von narrativen Inhalten, was in eine erhöhte Anzahl der Zyklen resultiert, gleichzeitig aber auch zu einer Verkleinerung der Figuren führt. Dieser Umstand und häufig schlecht beleuchtete Räume als Zusatz äußern sich in der Tendenz zur starken Belebtheit in einer Szene und zu verstärkten Gesten. Eben beschriebene Stilrichtung hat sich vor allem in den Kirchen von Milutin voll entfaltet.

## Erhaltungszustand
Das Gotteshaus befindet sich in Hinblick auf seine Fresken in einem schlechten Zustand. Im oberen Bereich der Wände, vor allem aber in den Kuppeln, ist ein starker Verlust an Pigmenten zu verzeichnen. Insbesondere in der nordwestlichen Kuppel sind alle Fresken unwiederbringlich verloren. Im Herbst 2011 wurde in der Hauptkuppel Feuchtigkeit festgestellt, welche die Malereischichten zunehmend zerstört. Ein bislang nur auf dem Papier bestehendes Konservierungsprojekt, gesponsert von der Europäischen Union, wurde im Sommer 2013 beschlossen. Ein im April 2016 von Studierenden der Georg-August-Universität Göttingen angelaufenes Projekt mit dem Namen „Macedonian Frescos 360 (Masco)“ will auf das gefährdete Kulturgut aufmerksam machen, indem der Kircheninnenraum mittels 360°-Panoramen aufgenommen wird, um Interessierte zu einer virtuellen Tour durch das Monument am Computer einzuladen und die Fresken in ihrem jetzigen Zustand festzuhalten.

## Galerie

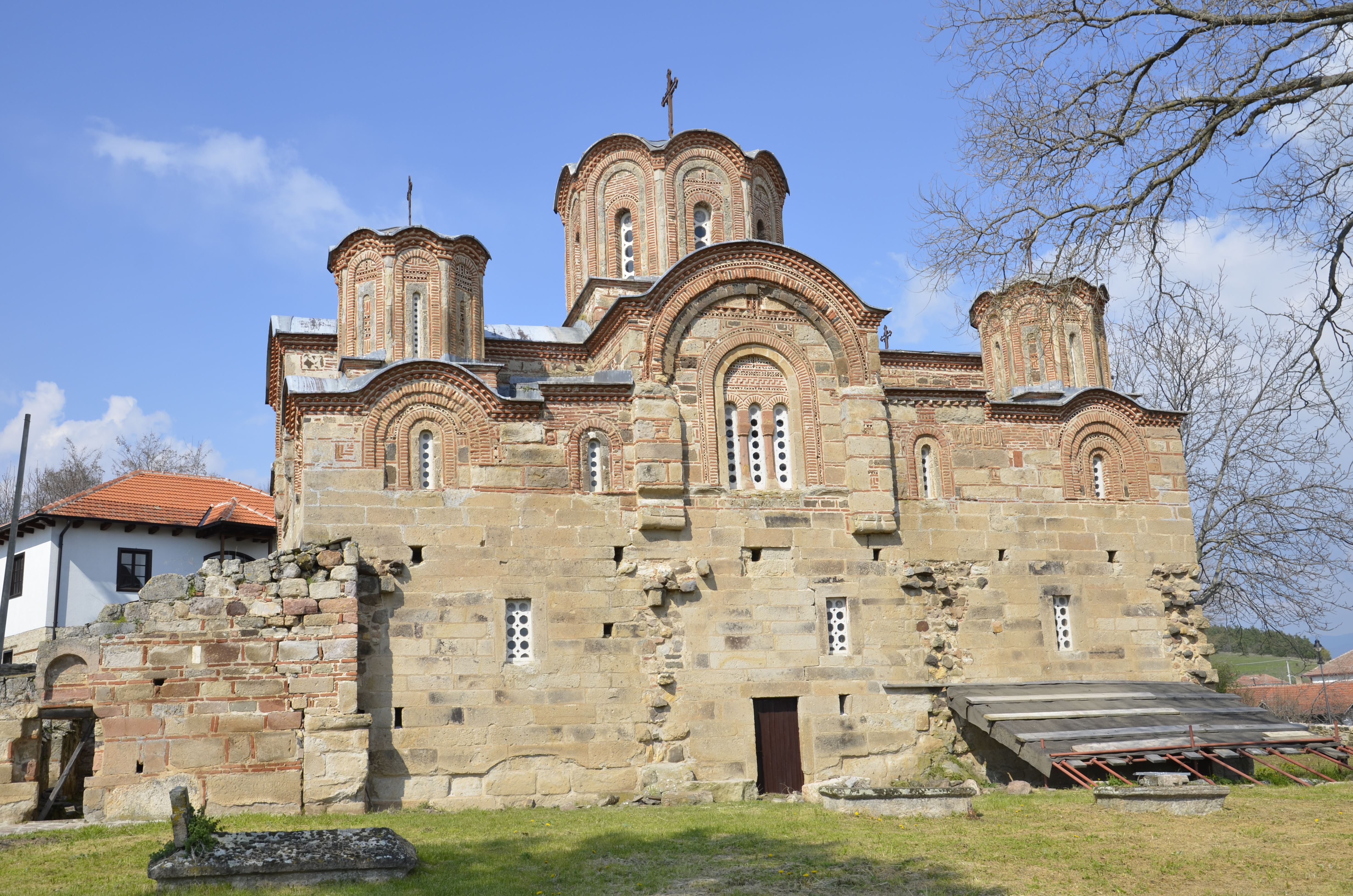
Südseite der Kirche
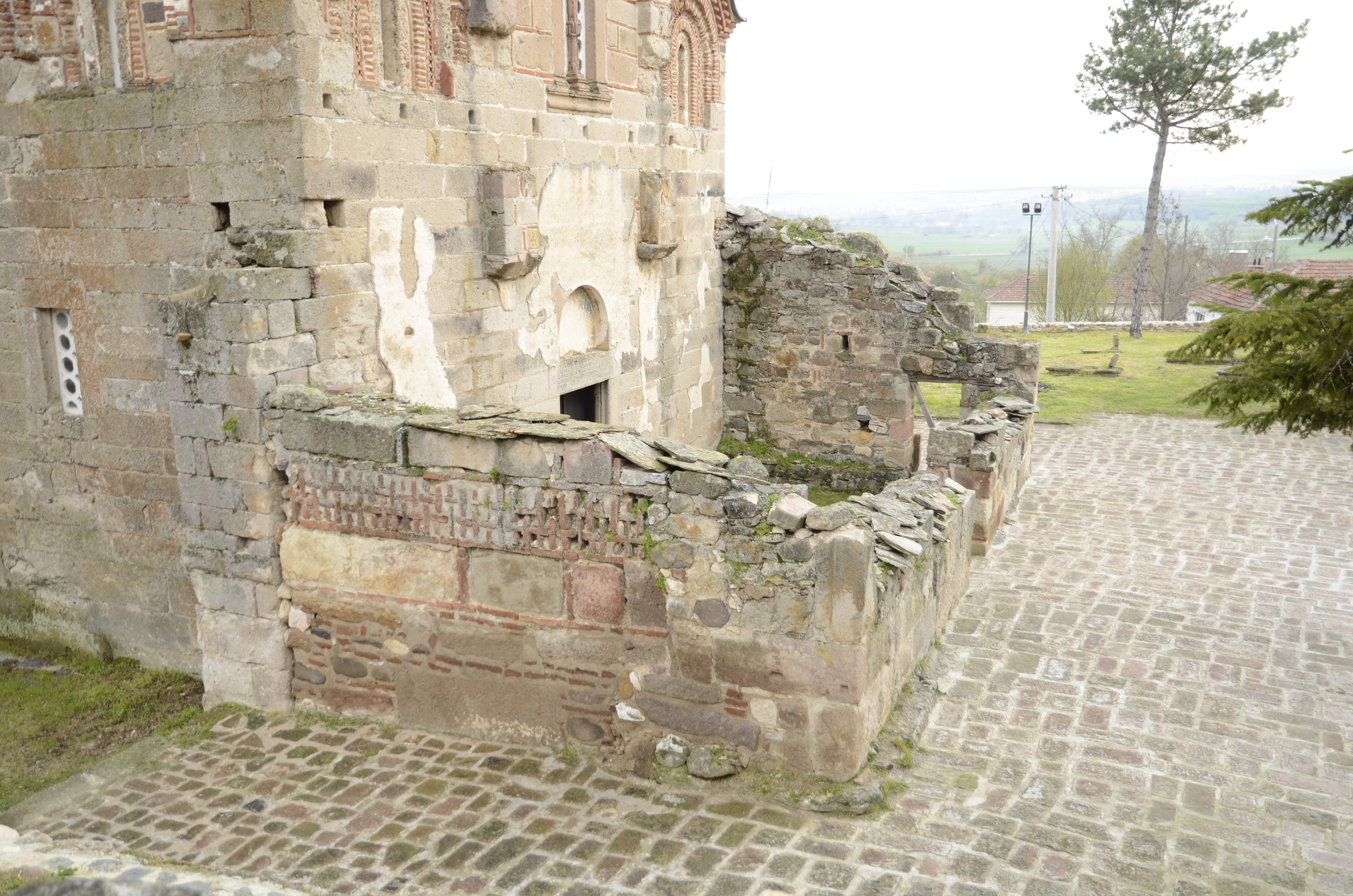
Überreste des äußeren Narthex
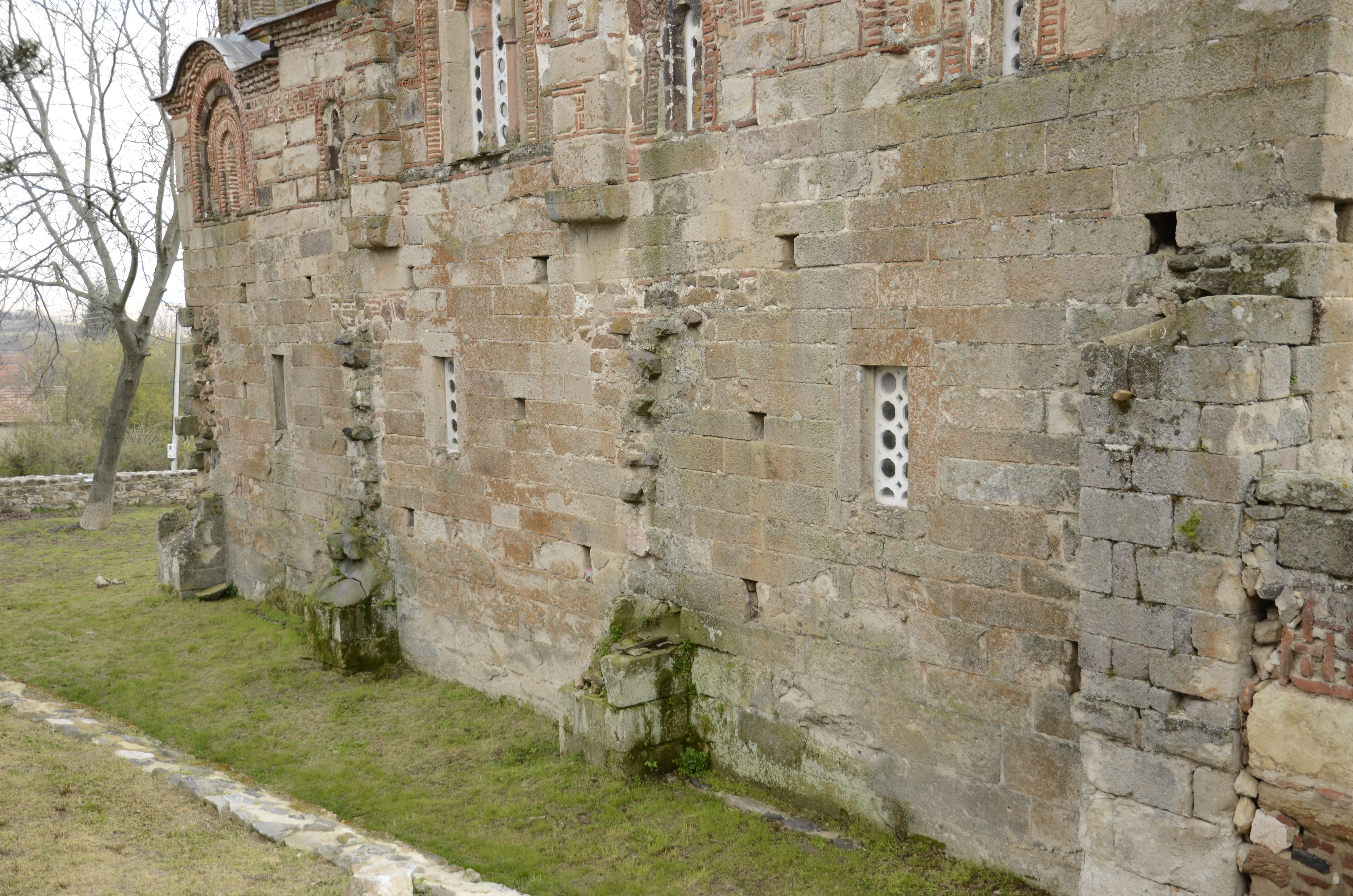
Nordfassade und Überreste von Pilastern
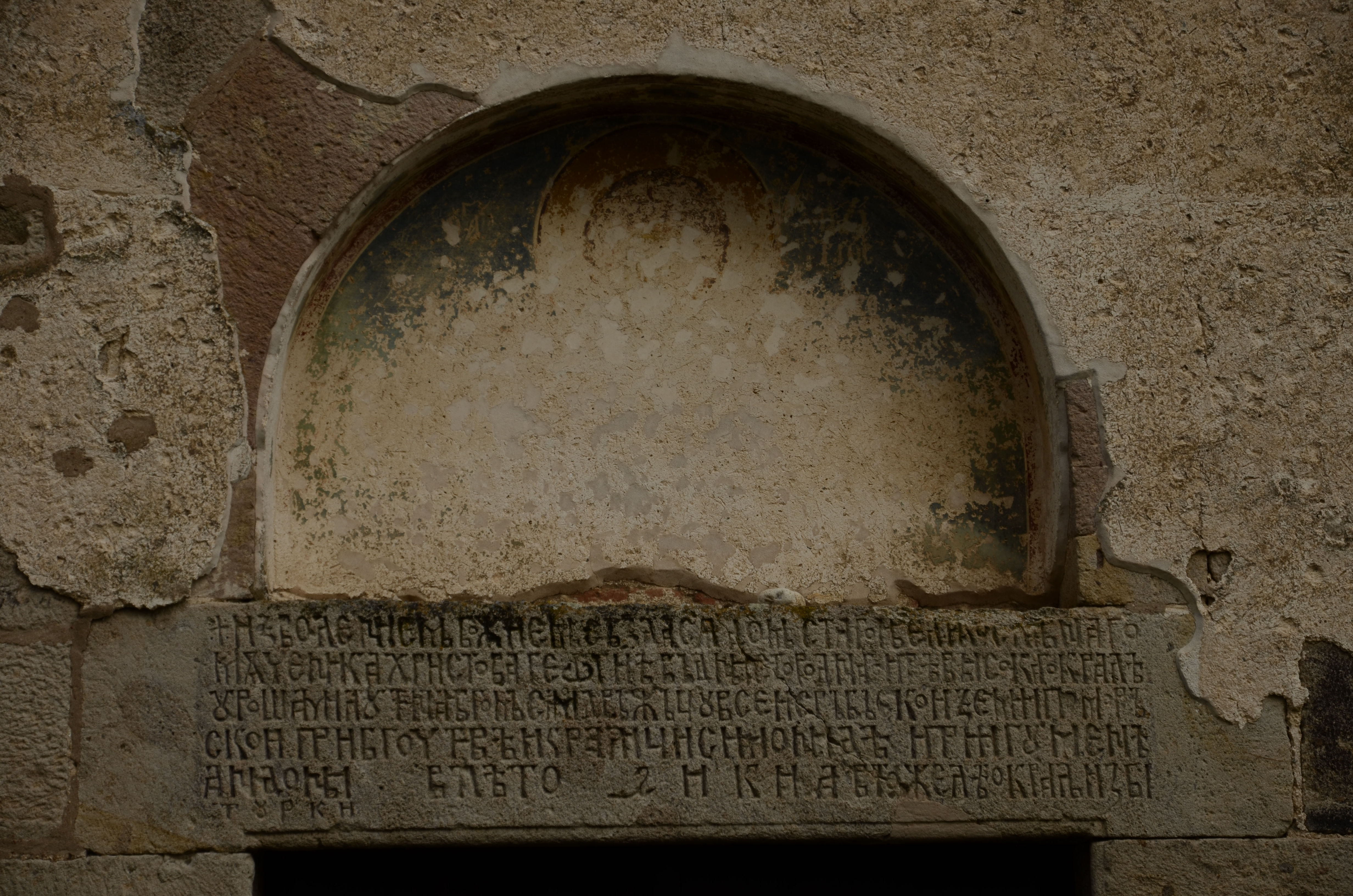
Inschrift und Georgsbüste über der Westtür
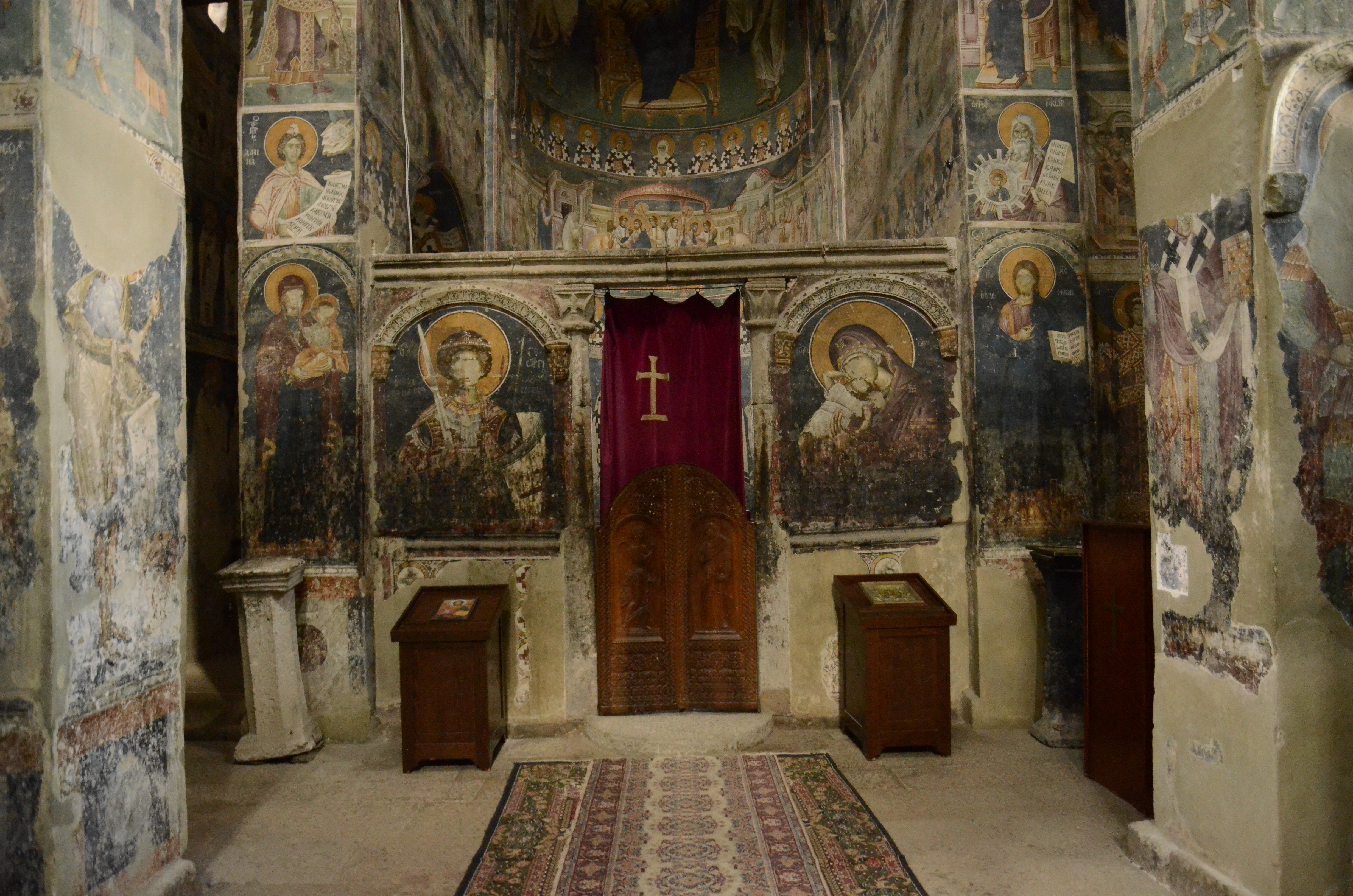
Ikonostasis mit Georg und Maria mit dem spielenden Christuskind
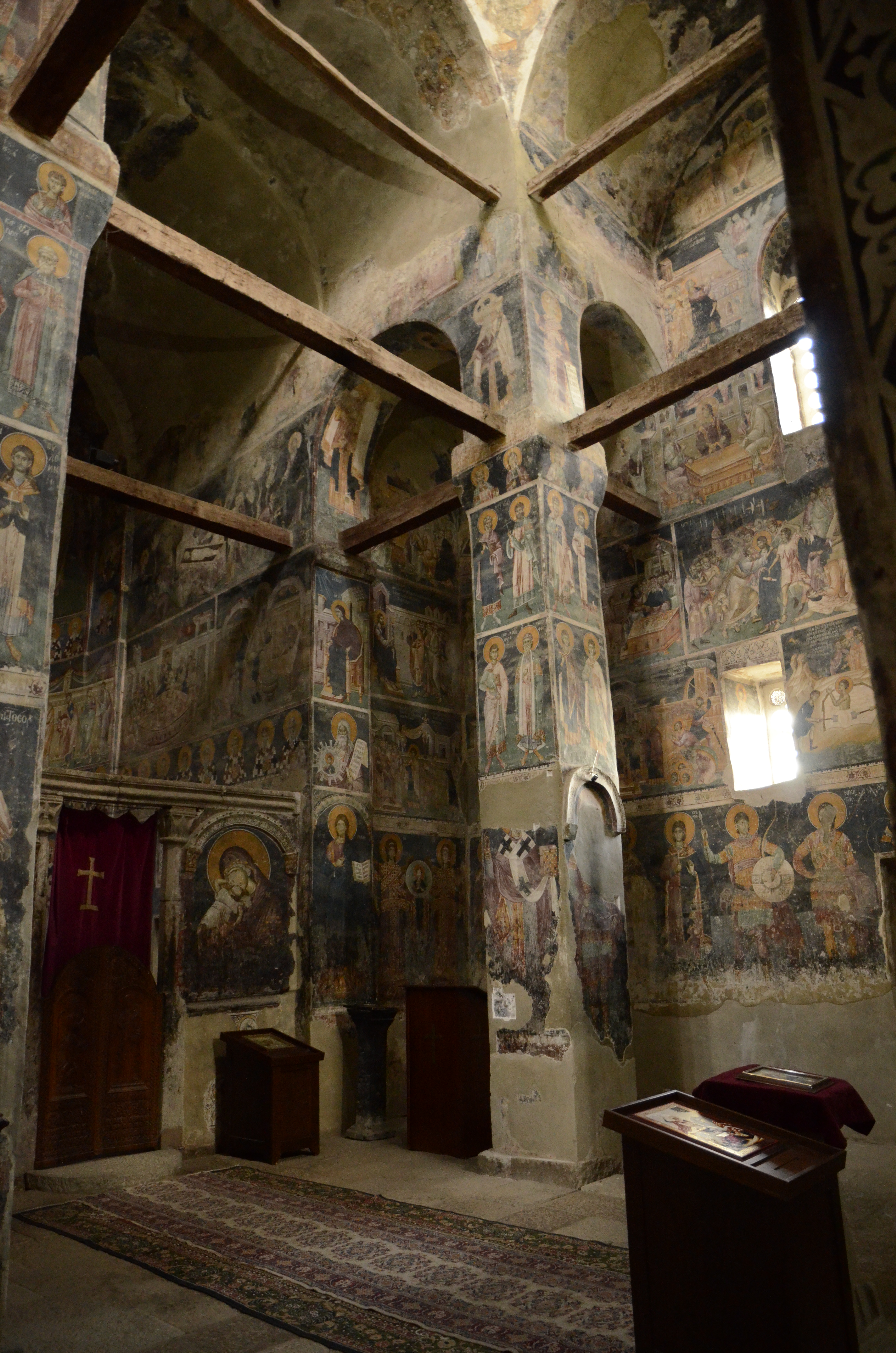
Blick in die südöstliche Ecke der Kirche
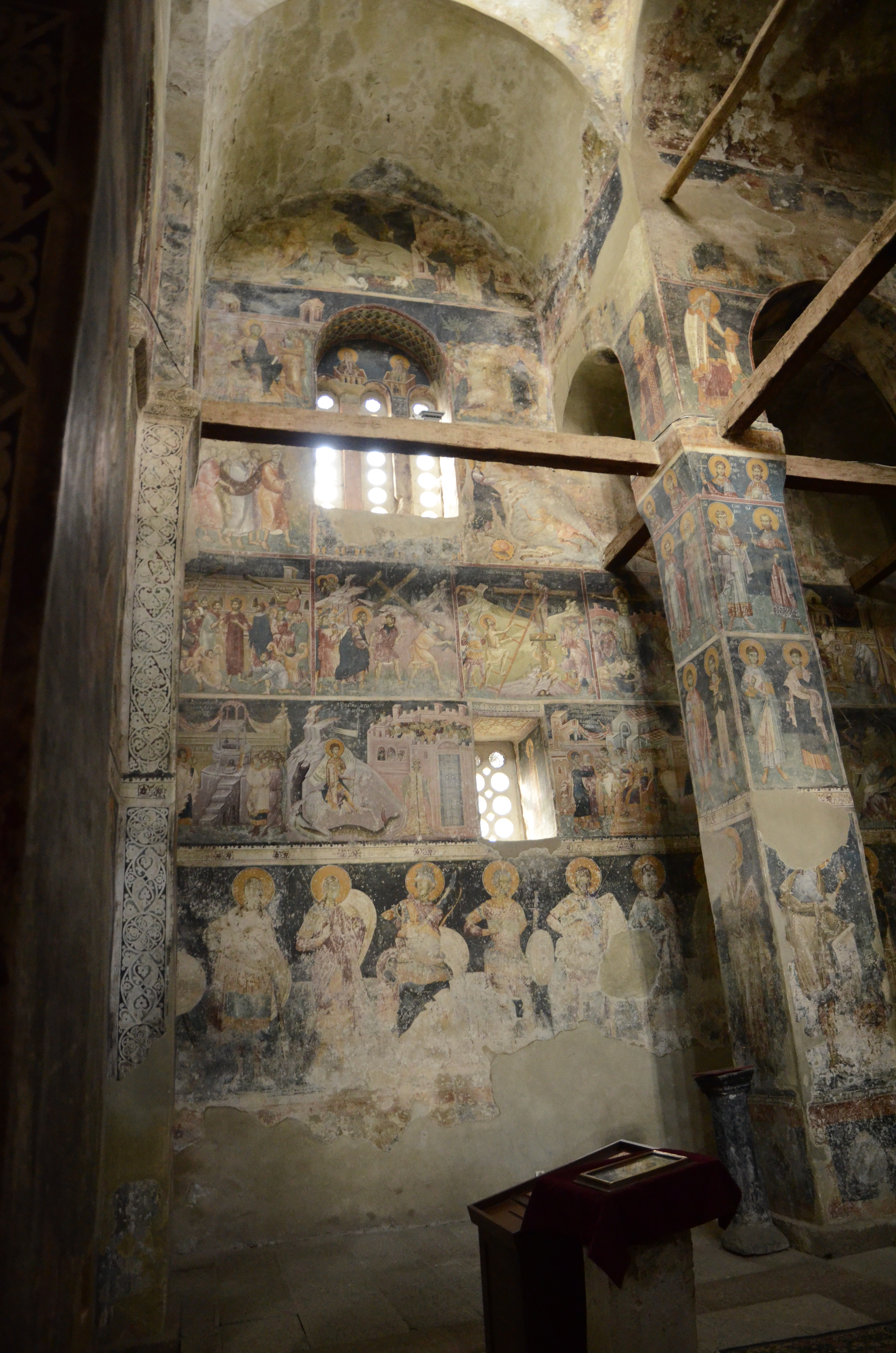
Fresken an der Nordwand
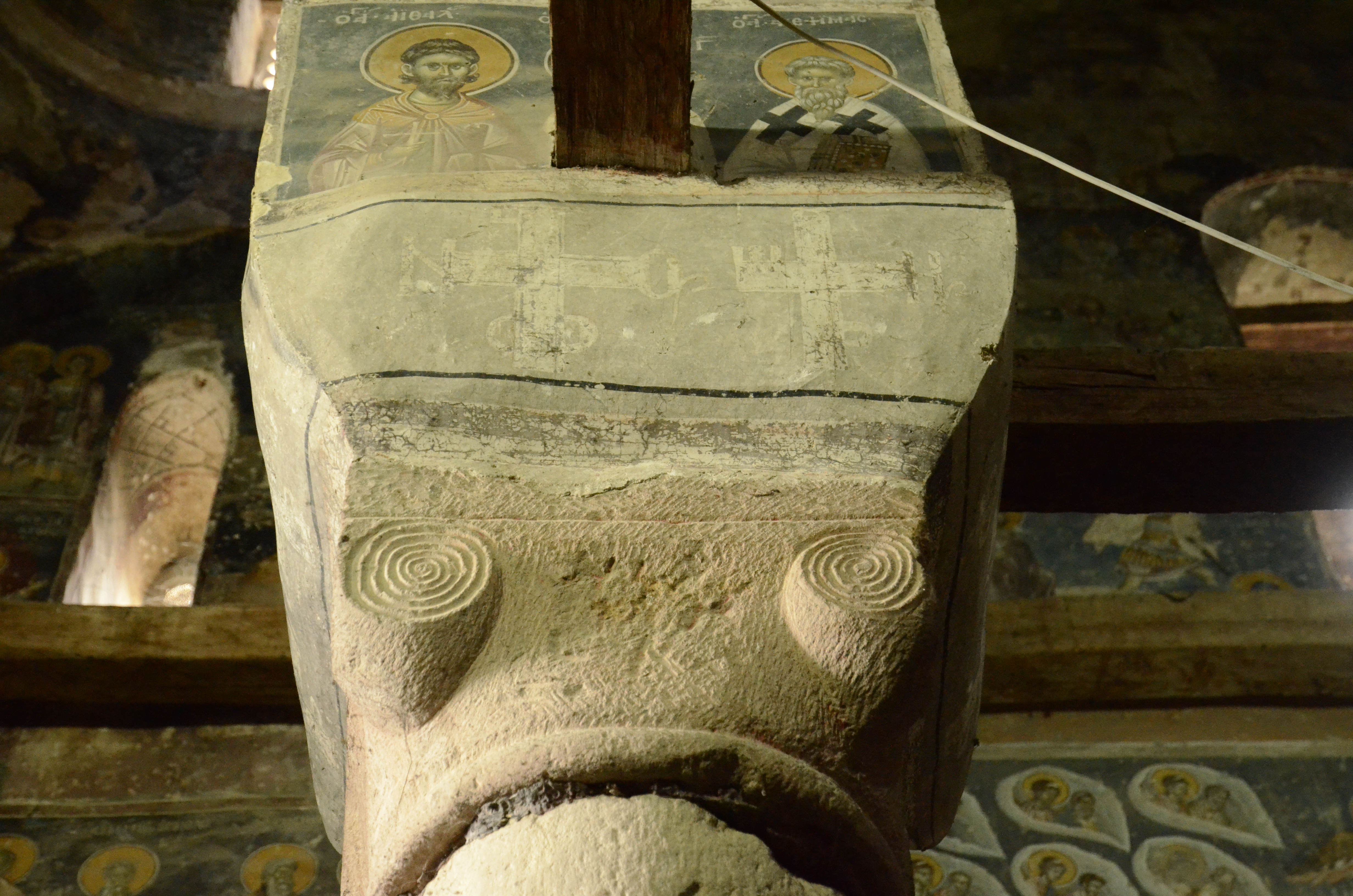
Kapitell im inneren Narthex
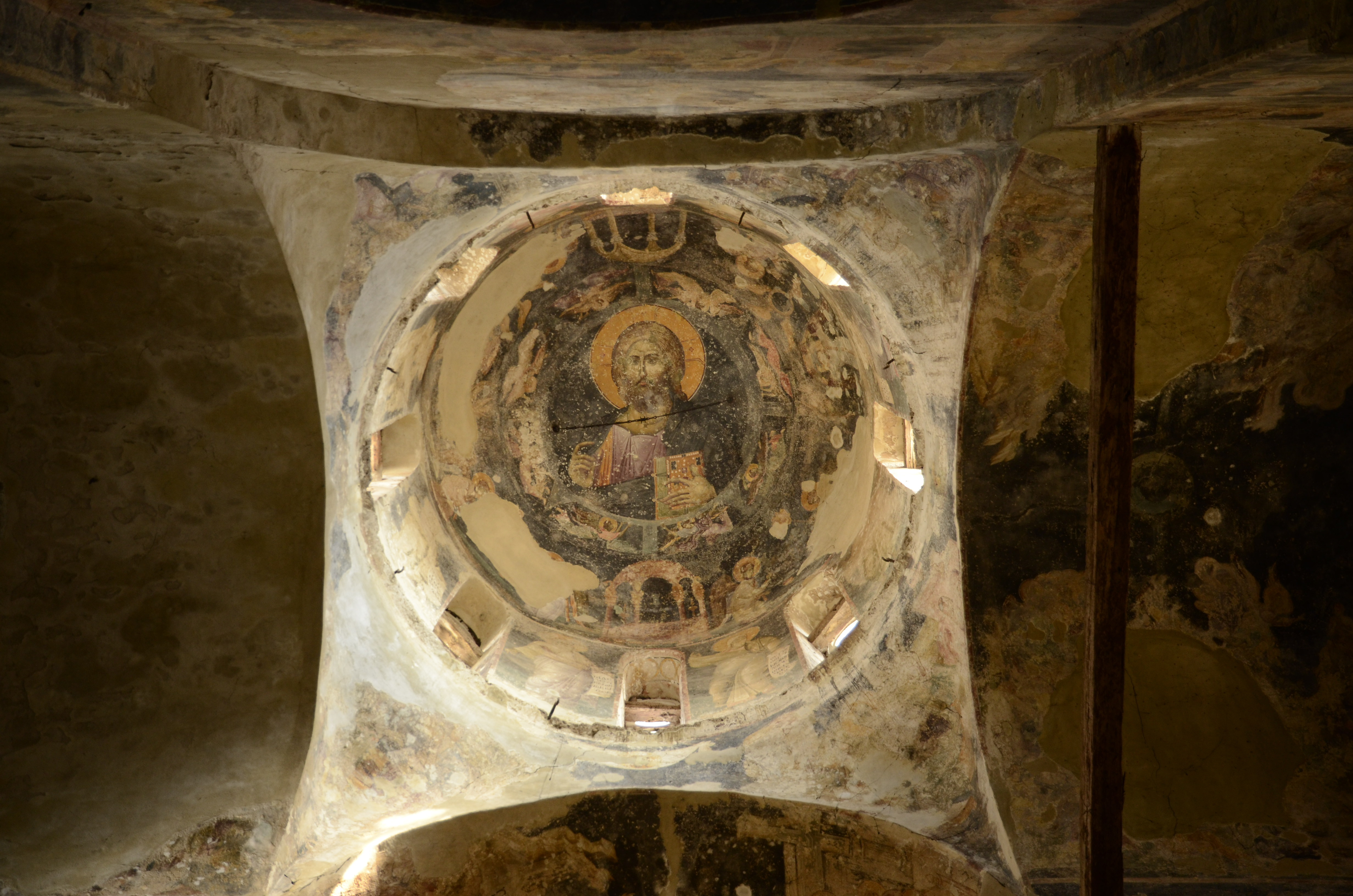
Christus Pantokrator in der Hauptkuppel
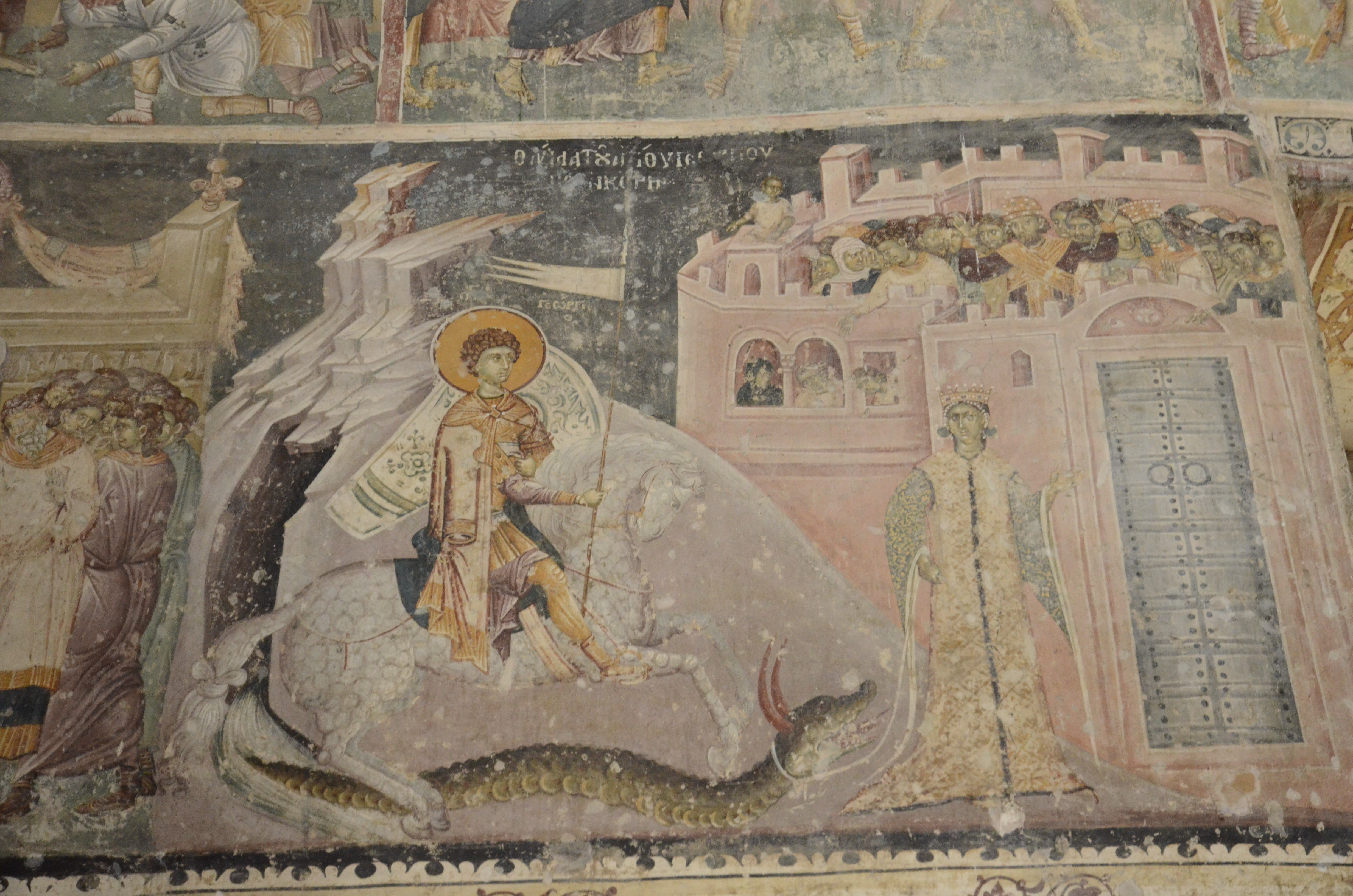
Georg und der Drache
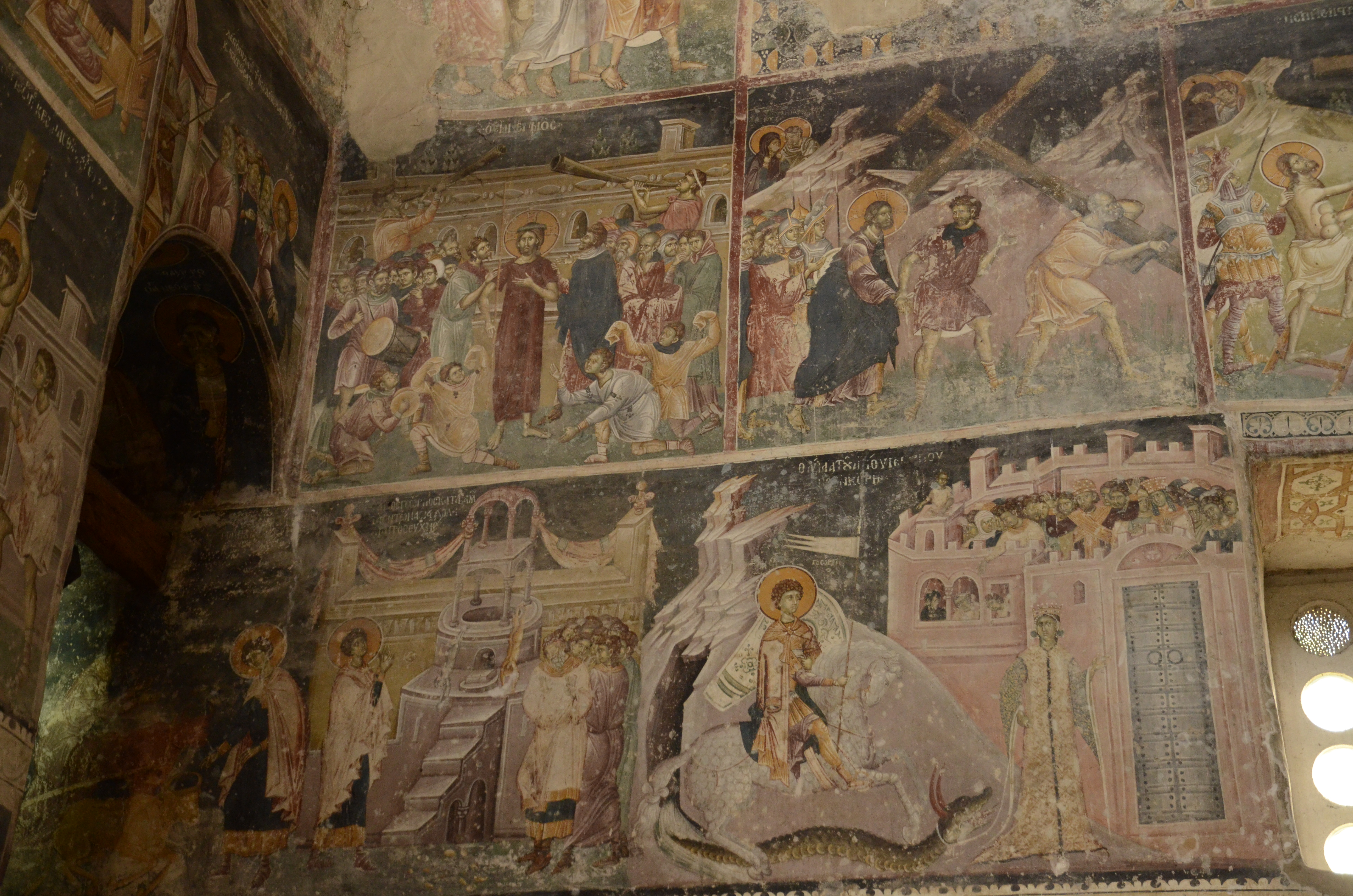
Nordwand: Verspottung, Weg nach Golgotha, Georg zerstört die Götzenbilder, Georg und der Drache
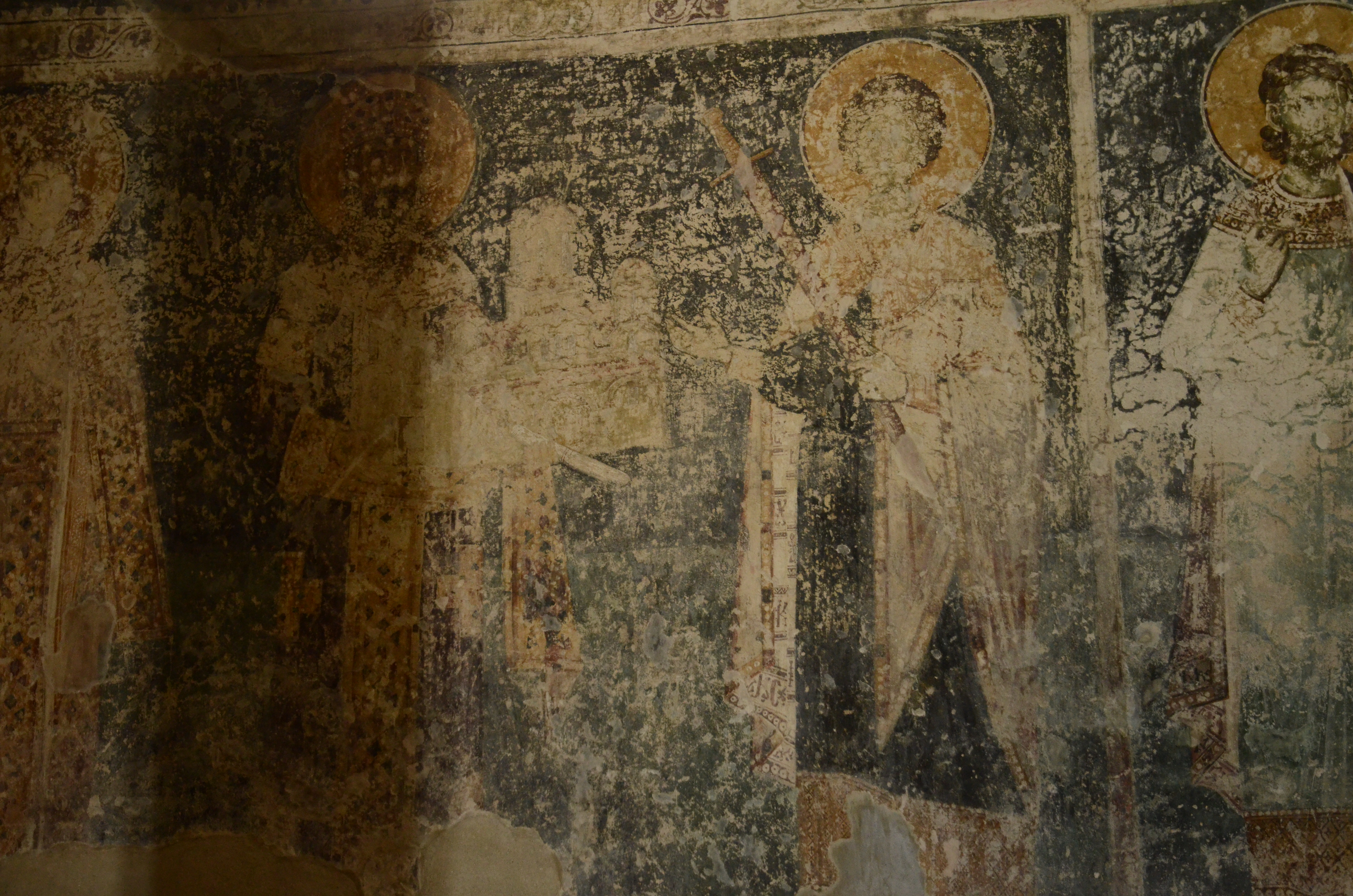
Stifterportrait mit König Milutin und dem Heiligen Georg
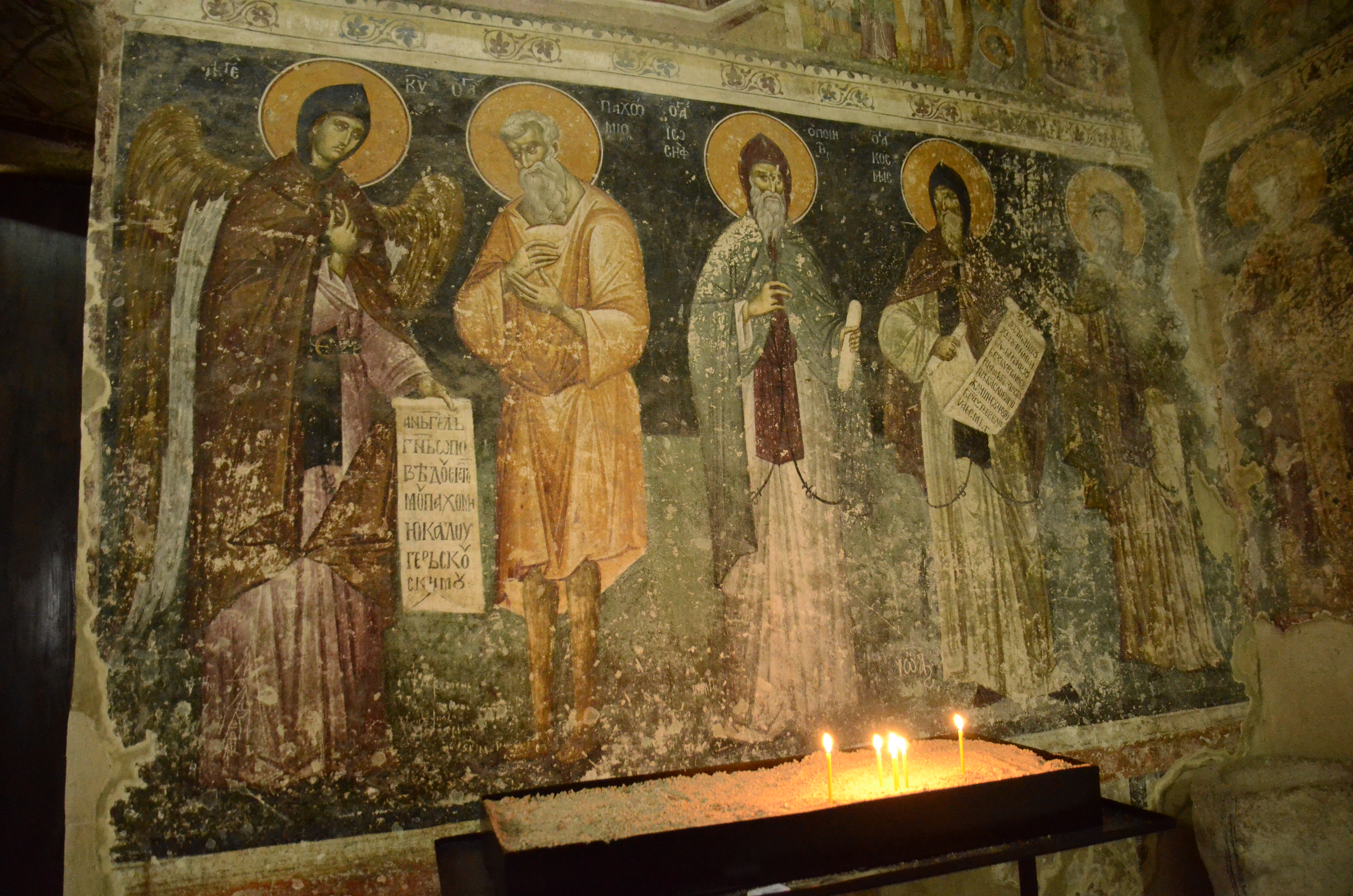
Heilige an der Westwand
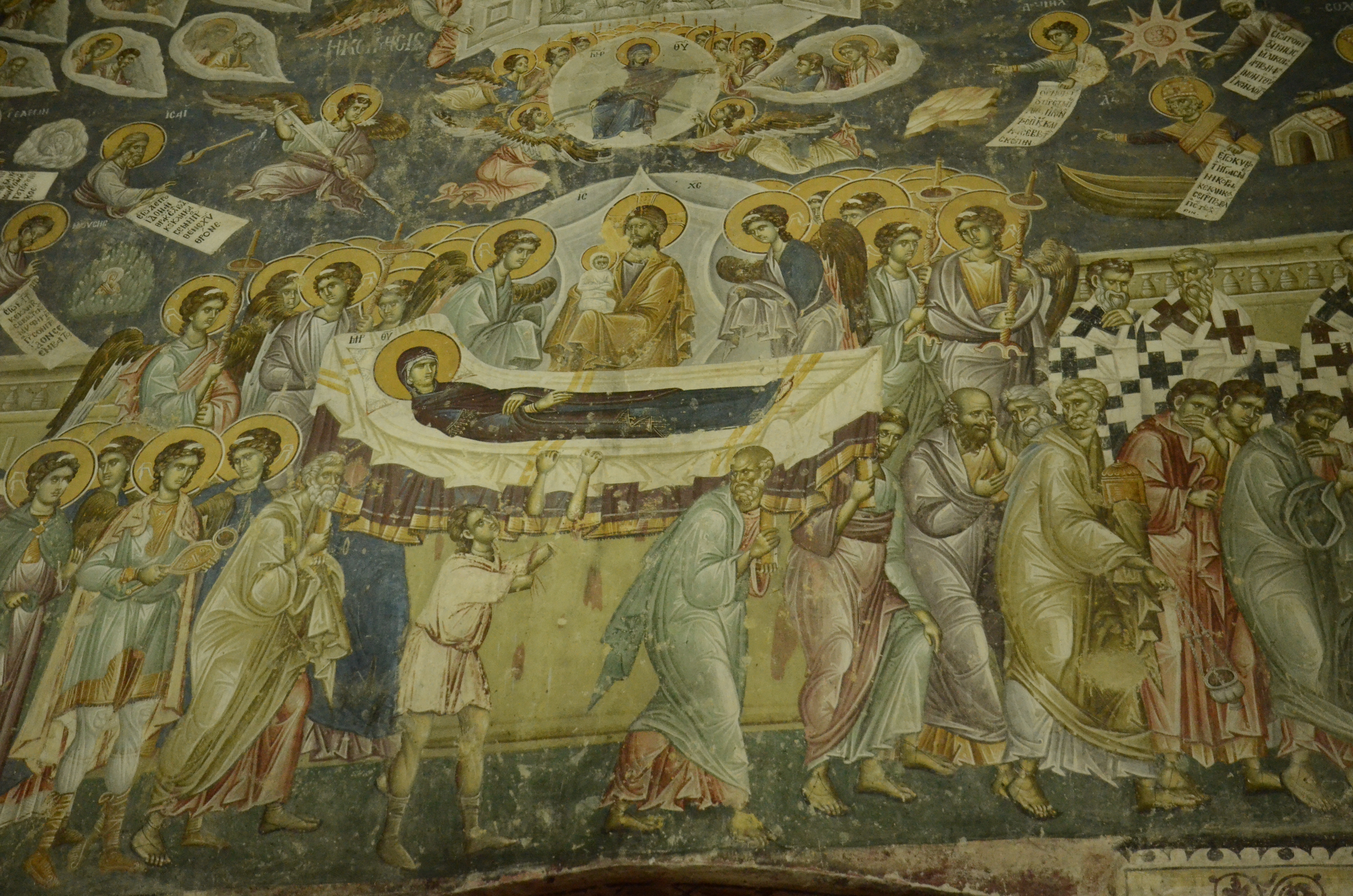
Entschlafung Mariens an der Westwand über der Eingangstür
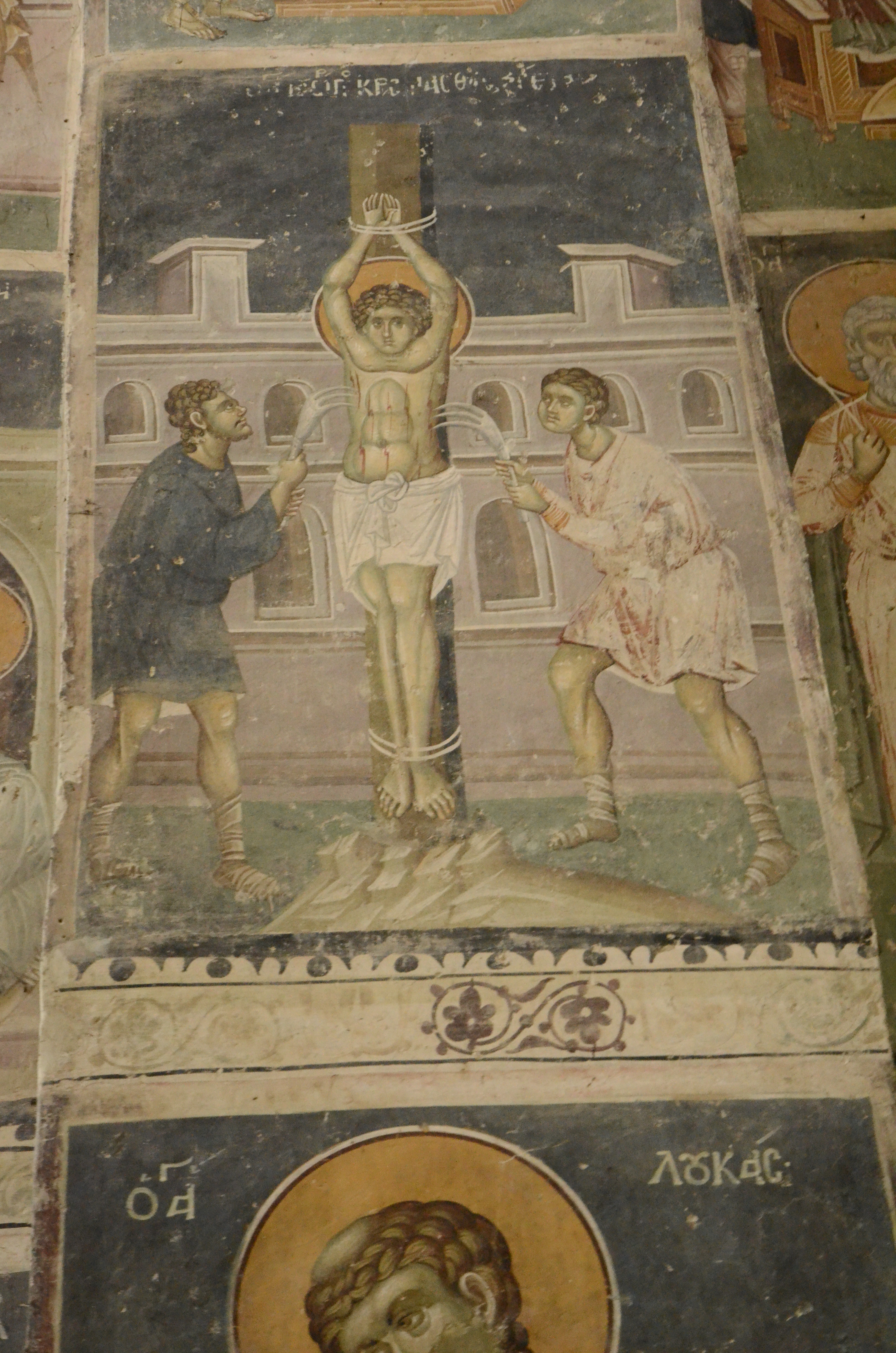
Folter des Heiligen Georg auf einem der Pfeiler
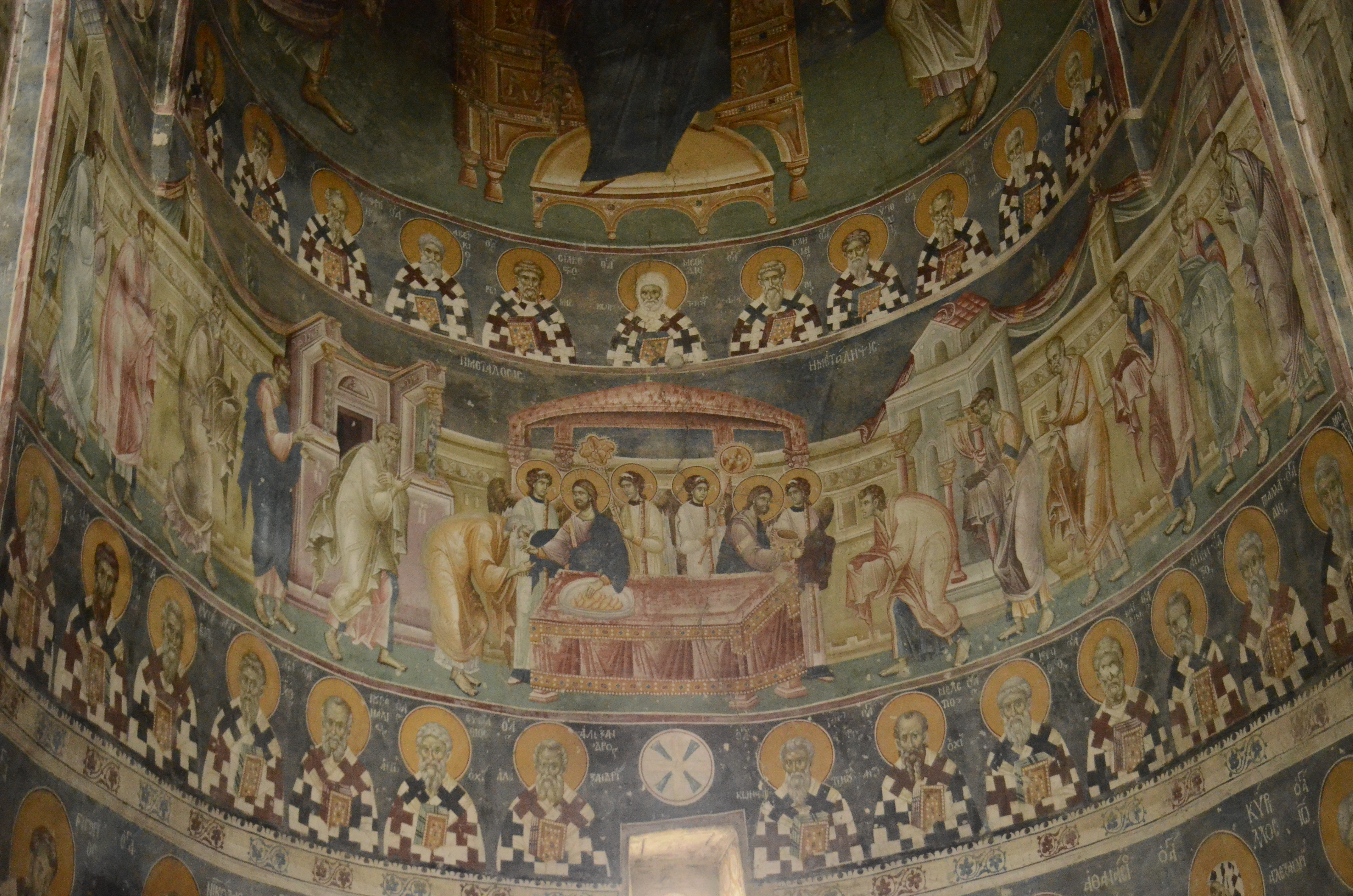
Apostelkommunion in der Apsis
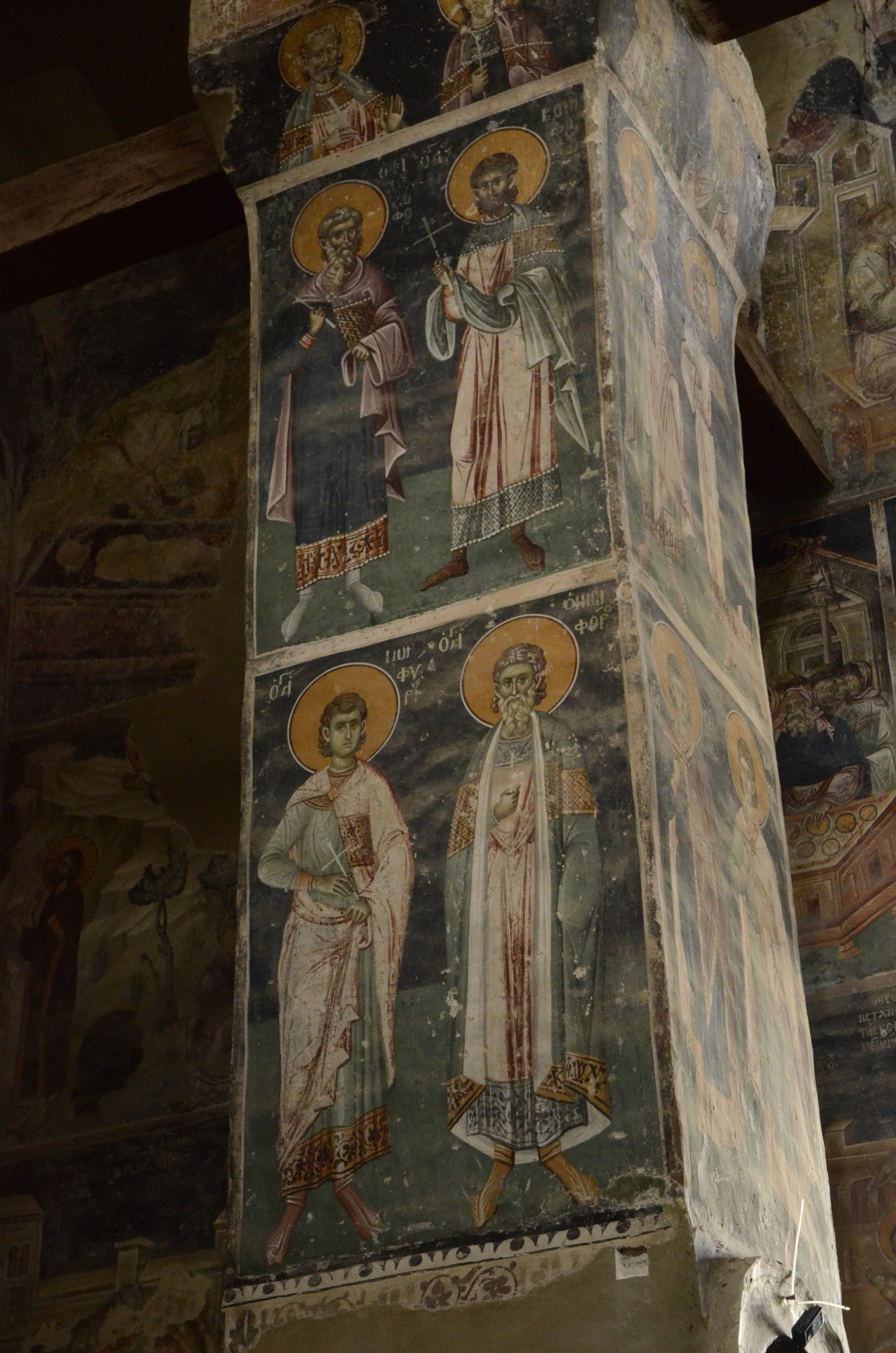
Pfeiler mit Heiligen
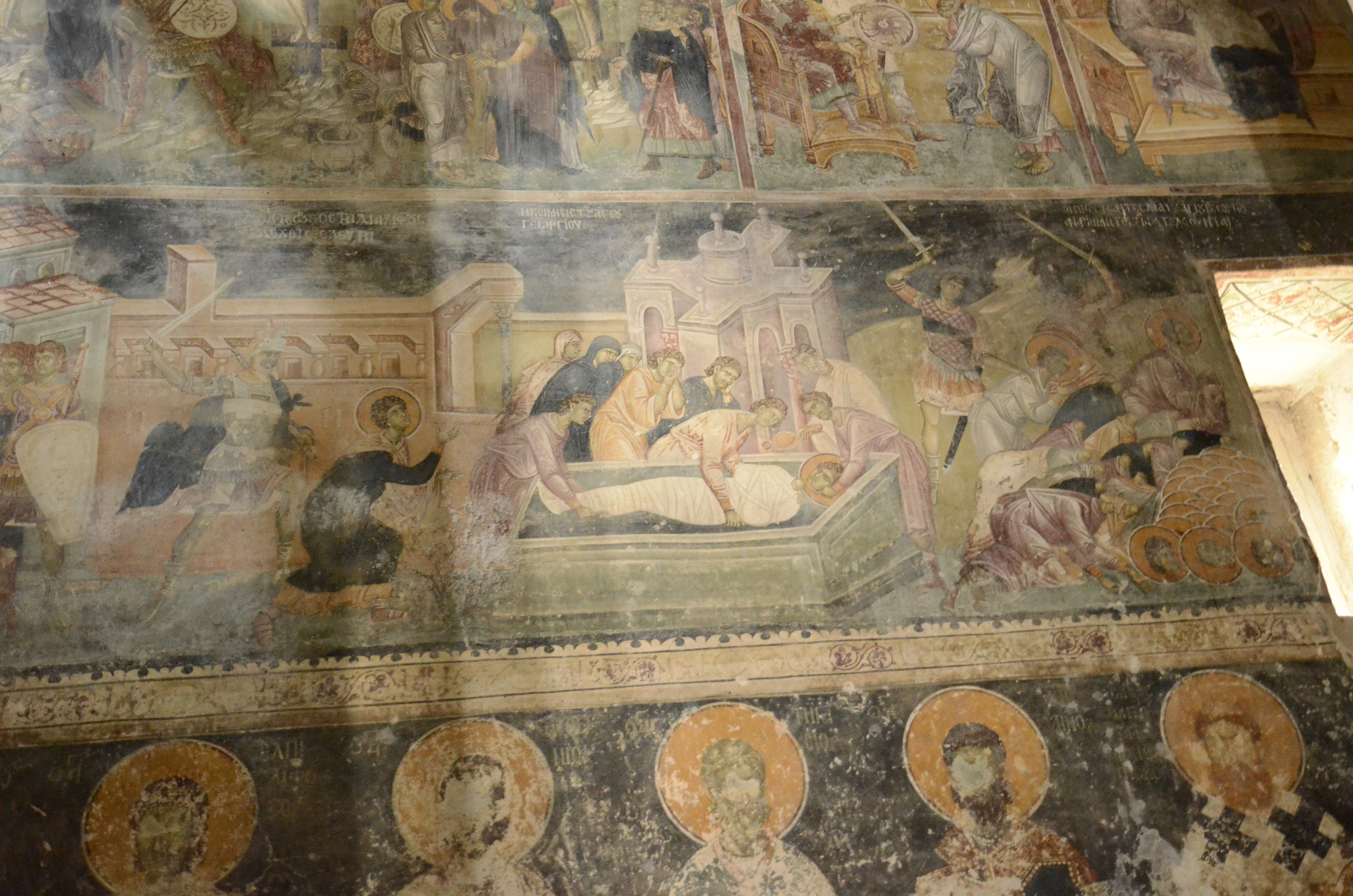
Enthauptung und Grablegung von Georg
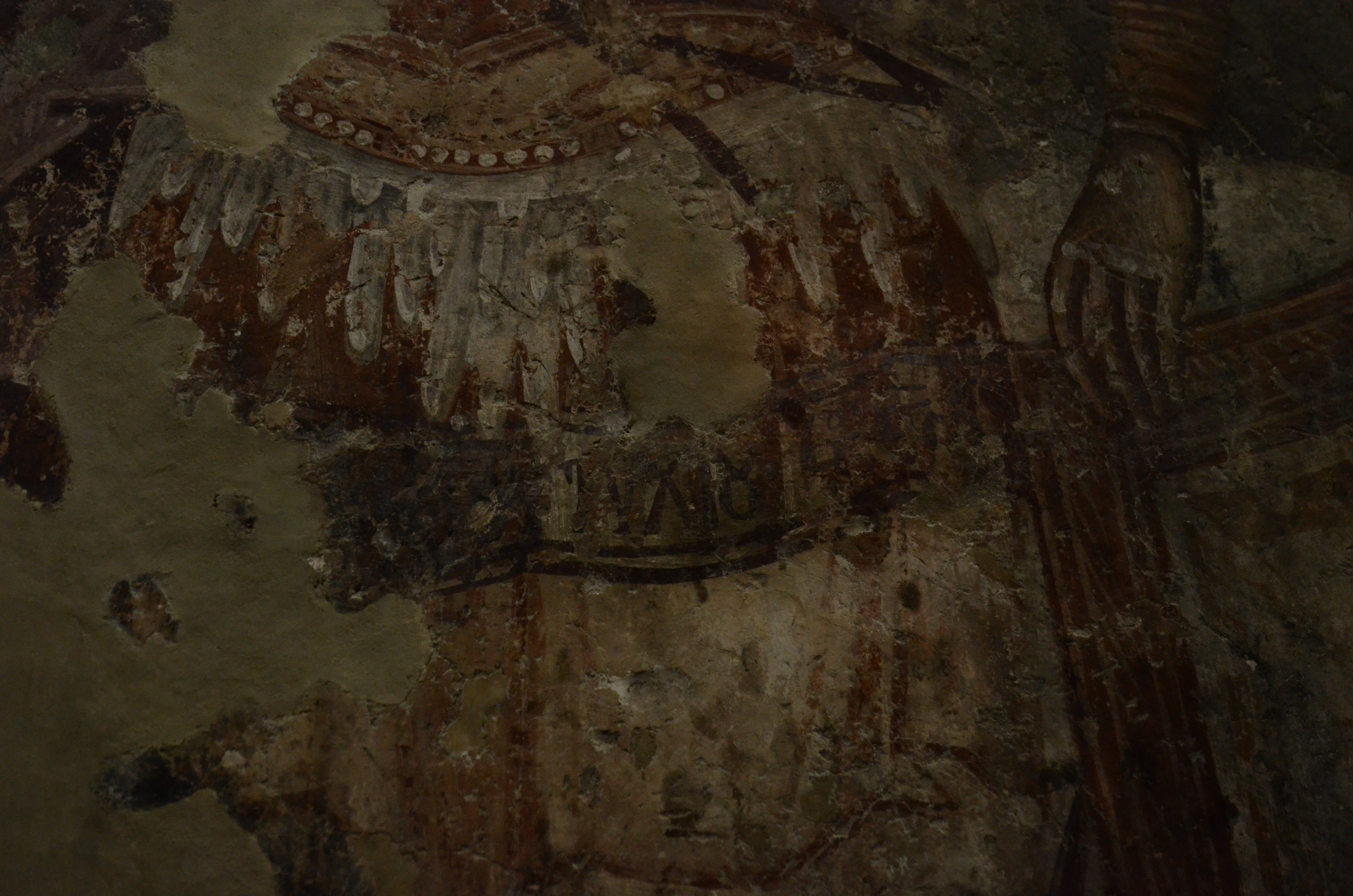
Namensinschrift von Michael Astrapas